# گیبسنز
گیبسنز (به انگلیسی: Gibsons) یک منطقهٔ مسکونی در کانادا است که در منطقه سانشاین واقع شده‌است. گیبسنز ۴٫۳۲ کیلومتر مربع مساحت و ۴٬۶۰۵ نفر جمعیت دارد و ۱۰ متر بالاتر از سطح دریا واقع شده‌است.